# 貝氏石鮰
貝氏石鮰為輻鰭魚綱鯰形目北美鯰科的其中一種，被IUCN列為極危保育類動物，分布於美國田納西州Monroe郡的淡水流域，體長可達7.3公分，棲息在水質清澈、冰冷、流動快速的岩石溪流。

## 擴展閱讀
維基物種上的相關：貝氏石鮰